# Kaliyoso
Kaliyoso is een bestuurslaag in het regentschap Kendal van de provincie Midden-Java, Indonesië. Kaliyoso telt 1720 inwoners (volkstelling 2010).